# Pornichet
Pornichet (bret. Pornizhan) – miejscowość i gmina we Francji, w regionie Kraj Loary, w departamencie Loara Atlantycka.
Według danych na rok 2010 gminę zamieszkiwało 10 451 osób, a gęstość zaludnienia wynosiła 824 osoby/km².

## Współpraca
- Bexbach, Niemcy
- San Vicente de la Barquera, Hiszpania